# Английская колонизация Америки
Английская колонизация Америки — заселение Северной Америки выходцами из Англии (с 1707 года — из Великобритании, потом, с 1801, — из Соединённого Королевства).

## Первые попытки
Идеологом английской колонизации Северной Америки выступил известный капеллан Гаклюйт. В 1585 и 1587 годах сэр Уолтер Рэли по приказу королевы Англии Елизаветы I предпринял две попытки основать постоянное поселение в Северной Америке. Разведывательная экспедиция достигла американского берега в 1584 году и назвала открытое побережье «Вирджиния» (англ. Virginia — «Девственная») в честь «королевы-девственницы» Елизаветы I, никогда не выходившей замуж. Обе попытки закончились неудачей — первая колония, основанная на острове Роанок недалеко от побережья Виргинии, оказалась на грани гибели из-за индейских набегов и недостатка припасов и была эвакуирована сэром Френсисом Дрейком в апреле 1587 года. В июле того же года на остров высадилась вторая экспедиция колонистов численностью 117 человек. Планировалось, что весной 1588 года в колонию прибудут корабли со снаряжением и продовольствием. Однако из-за войны с Испанией экспедиция снабжения задержалась почти на полтора года. Когда она прибыла на место, все постройки колонистов были в целости, однако никаких следов людей, за исключением останков одного человека, найдено не было. Точная судьба колонистов не установлена по сей день.
В начале XVII века в дело вступил частный капитал. В 1605 году сразу две акционерные компании получили от короля Якова I лицензии на основание колоний в Виргинии. Следует учитывать, что в то время термином «Виргиния» обозначалась вся территория североамериканского материка. Первая из компаний — «Лондонская Виргинская компания» — получила права на южную, вторая — «Плимутская компания» — на северную часть материка. Несмотря на то, что официально обе компании провозглашали основной целью распространение христианства, полученная лицензия даровала им право «искать и добывать всеми способами золото, серебро и медь».
20 декабря 1606 года колонисты отправились в плавание на борту трёх судов и после тяжёлого, почти пятимесячного плавания, во время которого несколько десятков людей умерло от голода и болезней, в мае 1607 года достигли Чесапикской Бухты. В течение следующего месяца ими был построен деревянный форт, названный в честь короля Форт Джеймс (английская форма имени Яков). Позднее форт был переименован в Джеймстаун — первое постоянное британское поселение в Америке.
Официальная историография США считает Джеймстаун колыбелью страны, история поселения и его лидера — капитана Джона Смита освещена во многих серьёзных исследованиях и художественных произведениях. Последние, как правило, идеализируют историю города и населявших его первопроходцев, (например известный диснеевский мультфильм «Покахонтас» 1995 года). В действительности первые годы колонии были чрезвычайно трудными, в голодную зиму 1609—1610 гг. из 500 колонистов в живых осталось не более 60, и, по некоторым свидетельствам, выжившие были вынуждены прибегнуть к каннибализму, чтобы пережить голод.
В последующие годы, когда вопрос физического выживания уже не стоял столь остро, двумя важнейшими проблемами были напряжённые отношения с коренным населением и экономическая целесообразность существования колонии. К разочарованию акционеров «Лондонской компании», ни золота, ни серебра колонистами найдено не было, и основным товаром, производившимся на экспорт, была корабельная древесина. Несмотря на то, что этот товар пользовался определённым спросом в метрополии, порядком истощившей свои леса, прибыль, как и от других попыток хозяйственной деятельности, была минимальной.
Ситуация изменилась в 1612 году, когда фермеру и землевладельцу Джону Рольфу удалось скрестить местный сорт табака, выращиваемого индейцами, с сортами, завезёнными с Бермудских островов. Получившиеся гибриды были хорошо приспособлены к Вирджинскому климату и в то же время отвечали вкусам английских потребителей. Колония приобрела источник надёжного дохода и на долгие годы табак стал основой экономики и экспорта Вирджинии, а словосочетания «вирджинский табак», «вирджинская смесь» употребляются в качестве характеристик табачных изделий и по сей день. Через пять лет экспорт табака составил 20 000 фунтов, ещё через год он был удвоен, а к 1629 году достиг 500 000 фунтов. Джон Рольф оказал ещё одну услугу колонии: в 1614 году ему удалось договориться о мире с местным индейским вождем. Мирный договор был скреплен браком между Рольфом и дочерью вождя, Покахонтас.
В 1619 году произошли два события, оказавшие существенное влияние на всю дальнейшую историю США. В этом году губернатор Джордж Ердли принял решение передать часть власти Палате Бюргеров, основав тем самым первое в Новом Свете выборное законодательное собрание. Первое заседание совета состоялось 30 июля 1619 года. В том же году колонистами была приобретена небольшая группа африканцев ангольского происхождения. Хотя формально они не были рабами, а имели длительные контракты без права расторжения, с этого события принято отсчитывать историю рабовладения в Америке.
В 1622 году почти четверть населения колонии была уничтожена восставшими индейцами. В 1624 году лицензия Лондонской Компании, дела которой пришли в упадок, была отозвана, и с этого времени Виргиния становится королевской колонией. Губернатор назначался королём, однако совет колонии сохранил значительные полномочия.

### Заселение Новой Англии
В сентябре 1620 года на Атлантическое побережье Массачусетса прибыл корабль «Мэйфлауер» со 102 пуританами-кальвинистами («отцы-пилигримы»). Это событие считается началом целеустремлённой колонизации англичанами континента. Они заключили между собой соглашение, получившее название Мэйфлауэрского. В нём нашли отражение в самой общей форме представления первых американских колонистов о демократии, самоуправлении и гражданских свободах. Позже были заключены аналогичные соглашения между колонистами Коннектикута, Нью-Гэмпшира и Род-Айленда.
После 1630 года в Плимутской колонии — первой колонии Новой Англии, ставшей позднее колонией Массачусетского залива, новые английские переселенцы-пуритане основали не менее дюжины небольших городков. Иммиграционная волна 1630—1643 годов доставила в Новую Англию около 20 тысяч человек, ещё не менее 45 тысяч поселились в колониях американского юга или на островах Центральной Америки.

## Тринадцать колоний
На протяжении 75 лет после появления в 1607 году первой английской колонии Виргиния возникло ещё 12 колоний — Нью-Гэмпшир, Массачусетс, Род-Айленд, Коннектикут, Нью-Йорк, Нью-Джерси, Пенсильвания, Делавэр, Мэриленд, Северная Каролина, Южная Каролина и Джорджия общей площадью 878 681 км², что составляет 10 % от современной площади США.
Первое поколение колонистов имело по 7-8 детей на среднюю семью и к 1660 году эти дети выросли и хотели иметь собственные фермы. Первые колонисты Северной Америки не отличались ни едиными религиозными убеждениями, ни равным социальным статусом. Например, незадолго до 1775 года не менее трети населения Пенсильвании уже составляли немцы (лютеране), меннониты и представители других религиозных верований и сект. В Мериленде обосновались английские католики, в Южной Каролине осели французские гугеноты. Шведы заселили Делавэр, польские, немецкие и итальянские ремесленники предпочли Вирджинию. Из их числа фермерами вербовались наёмные рабочие. Колонисты часто оказывались беззащитными перед индейскими набегами, один из которых послужил в 1676 году толчком к восстанию в Виргинии, известному как восстание Бэкона. Восстание завершилось безрезультатно после неожиданной смерти Бэкона от малярии и казни 14 наиболее активных его соратников.
Начиная с середины XVII века Великобритания старалась установить полный контроль над экономическими операциями американских колоний, реализуя схему, при которой все промышленные товары (от металлических пуговиц до рыболовецких судов) импортировались в колонии из метрополии в обмен на сырье и сельскохозяйственные товары. При этой схеме английские предприниматели, равно как и английское правительство, были крайне не заинтересованы в развитии промышленности в колониях, а также в торговле колоний с кем бы то ни было, кроме метрополии.
Тем временем американская промышленность (главным образом в северных колониях) достигла значительных успехов. Особенно американские промышленники преуспели в постройке судов, что позволило быстро наладить торговлю с Вест-Индией и тем самым найти рынок сбыта для отечественной мануфактуры.
Британский парламент счел эти успехи настолько угрожающими, что в 1750 году издал закон, запрещающий строить в колониях прокатные станы и железообрабатывающие мастерские. Внешняя торговля колоний также подвергалась притеснениям. В 1763 году были приняты законы о судоходстве, по которым товары разрешалось ввозить и вывозить из американских колоний только на британских судах. Кроме того, все предназначенные для колоний товары должны были грузиться в Великобритании, независимо от того, откуда их везли. Таким образом метрополия старалась поставить всю внешнюю торговлю колоний под свой контроль. И это не считая множества пошлин и налоговых сборов на товары, которые колонисты собственноручно ввозили домой.

### Предпосылки войны за независимость
Ко второй половине XVIII века население американских колоний все явственнее выступало как общность людей, находившихся в конфронтации с метрополией. Значительную роль в этом сыграло развитие колониальной прессы. Первая американская газета появилась в апреле 1704 года, а к 1765 году их было уже 25. Масла в огонь подлил Закон о Гербовом сборе, тяжело ударивший по американским издателям. Недовольство проявляли и американские промышленники и торговцы, крайне недовольные колониальной политикой метрополии. Присутствие английских войск (оставшихся там после семилетней войны) на территории колоний также вызывало недовольство колонистов. Все чаще звучали требования о предоставлении независимости.
Чувствуя серьёзность ситуации, как Великобритания, так и американская буржуазия искали решение, которое удовлетворило бы интересы как метрополии, так и колоний. Так, в 1754 году по инициативе Бенджамина Франклина был выдвинут проект по созданию союза североамериканских колоний с собственным правительством, но во главе с президентом, назначаемым британским королём. Хотя проект и не предусматривал полной независимости колоний, у британского правительства он вызвал крайне негативную реакцию.
Все это стало предпосылками Войны за независимость США.

## Канада
В 1497 году несколько экспедиций на остров Ньюфаундленд, связанных с именами Каботов, положили начало притязаниям Англии на территорию современной Канады. В 1610 году была основана колония Ньюфаундленд.
В 1763 году по Парижскому договору Новая Франция перешла во владение Великобритании и стала провинцией Квебек. Британскими колониями были также Земля Руперта (район вокруг Гудзонова залива) и остров принца Эдварда.

## Флорида
В 1763 году Испания передала Флориду Великобритании в обмен на контроль над Гаваной, которую англичане заняли во время Семилетней войны. Англичане разделили Флориду на Восточную и Западную и занялись привлечением переселенцев. Для этого переселенцам предлагали землю и финансовую поддержку.
В 1767 году северная граница Западной Флориды была существенно передвинута, так что Западная Флорида включила части современных территорий штатов Алабама и Миссисипи.
Во время войны за независимость США Великобритания сохранила контроль над Восточной Флоридой, но Испания смогла захватить Западную Флориду благодаря союзу с Францией, находящейся в состоянии войны с Англией. По Версальскому мирному договору 1783 года между Великобританией и Испанией вся Флорида отошла Испании

## Острова Карибского региона
Первые английские колонии появились на Бермудских островах (1612), островах Сент-Киттс (1623) и Барбадос (1627) и были затем использованы для колонизации других островов. В 1655 году под контролем англичан оказалась Ямайка, отнятая у Испанской империи.

## Центральная Америка
В 1630 году агенты англичан основали компанию «Провиденс» (Providence Company), президентом которой был граф Уорик, а секретарём — Джон Пим, заняли два небольших острова около Берега Москитов и установили дружеские отношения с местными жителями. С 1655 года по 1850 год Англия, а затем Великобритания, претендовали на протекторат над индейцами мискито, однако многочисленные попытки основать колонии были малоуспешными, и протекторат оспаривался Испанией, центральноамериканскими республиками и США. Возражения со стороны США были вызваны опасениями, что Англия получит преимущество в связи с предполагавшимся строительством канала между двумя океанами. В 1848 году захват города Грейтауна (сейчас называется Сан-Хуан-дель-Норте) индейцами мискито при поддержке англичан вызвал большой ажиотаж в США и чуть не привёл к войне. Однако подписанием договора Клейтон-Булвера 1850 года обе державы обязались не укреплять, не колонизировать и не доминировать ни над какой частью территории Центральной Америки. В 1859 году Великобритания передала протекторат Гондурасу.
Первая английская колония на берегу реки Белиз возникла в 1638 году. В середине XVII века были созданы и другие английские поселения. Позднее британские поселенцы занялись заготовками древесины кампешевого дерева, из которого извлекалось вещество, используемое при изготовлении красителей для тканей и имевшее большое значение для шерстопрядильной промышленности в Европе (смотри статью Белиз#История).

## Южная Америка
В 1803 году Британия захватила голландские поселения в Гвиане, а в 1814 году по Венскому договору официально получила земли, объединённые в 1831 году под названием Британская Гвиана.
В январе 1765 британский капитан Джон Байрон исследовал остров Сондерс на восточной оконечности архипелага Фолклендские острова и заявил о присоединении его к Великобритании. Находящуюся на Сондерсе бухту капитан Байрон назвал Порт-Эгмонт. Здесь в 1766 году капитан Макбрайд основал английское поселение. В том же году Испания приобрела у Бугенвиля французские владения на Фолклендах и, закрепив здесь свою власть в 1767 году, назначила губернатора. В 1770 году испанцы напали на Порт-Эгмонт и изгнали британцев с острова. Это привело к тому, что две страны оказались на грани войны, однако заключённый позднее мирный договор позволил британцам вернуться в Порт-Эгмонт в 1771 году, при этом ни Испания, ни Великобритания от своих притязаний на острова не отказались. В 1774 году, в преддверии надвигавшейся Войны за независимость США, Великобритания в одностороннем порядке оставила многие свои заморские владения, включая Порт-Эгмонт. Покидая Фолкленды в 1776, британцы установили здесь памятную табличку в подтверждение своих прав на данную территорию. С 1776 до 1811 года на островах сохранялось испанское поселение, управляемое из Буэнос-Айреса как часть Вице-королевства Рио-де-ла-Плата. В 1811 испанцы покинули острова, также оставив здесь табличку в доказательство своих прав. После провозглашения независимости в 1816 году Аргентина объявила Фолкленды своими. В январе 1833 года британцы вновь высадились на Фолклендах и уведомили аргентинские власти о намерении восстановить свою власть на островах.

## Хронология основания английских колоний
1. 1607 — Виргиния (Джеймстаун)
2. 1620 — Массачусетс (Плимут и Поселение бухты Массачусетс)
3. 1626 — Нью-Йорк
4. 1633 — Мэриленд
5. 1636 — Род-Айленд
6. 1636 — Коннектикут
7. 1638 — Делавэр
8. 1638 — Нью-Гэмпшир
9. 1653 — Северная Каролина
10. 1663 — Южная Каролина
11. 1664 — Нью-Джерси
12. 1682 — Пенсильвания
13. 1733 — Джорджия